# دونگ-گو
دونگ-گو (به لاتین: Dong District) یک منطقهٔ مسکونی در کره جنوبی است که در دائجون واقع شده‌است.